# Форт Мишилимакино
Форт Мишилимакино (англ. Fort Michilimackinac) — бывший французский, а затем британский военный форт и торговый пост, расположенный на берегу пролива Макино, соединяющего озеро Гурон и озеро Мичиган. Он был построен в 1715 году и к 1783 году оказался заброшен.
На месте форта, который был объявлен Национальным историческим памятником США, сегодня находится деревня Макино-Сити. Он сохранился как исторический музей под открытым небом, с несколькими реконструированными деревянными зданиями и частоколом, и в настоящее время является частью парка штата Мичиган Форт Мишилимакино.

## История

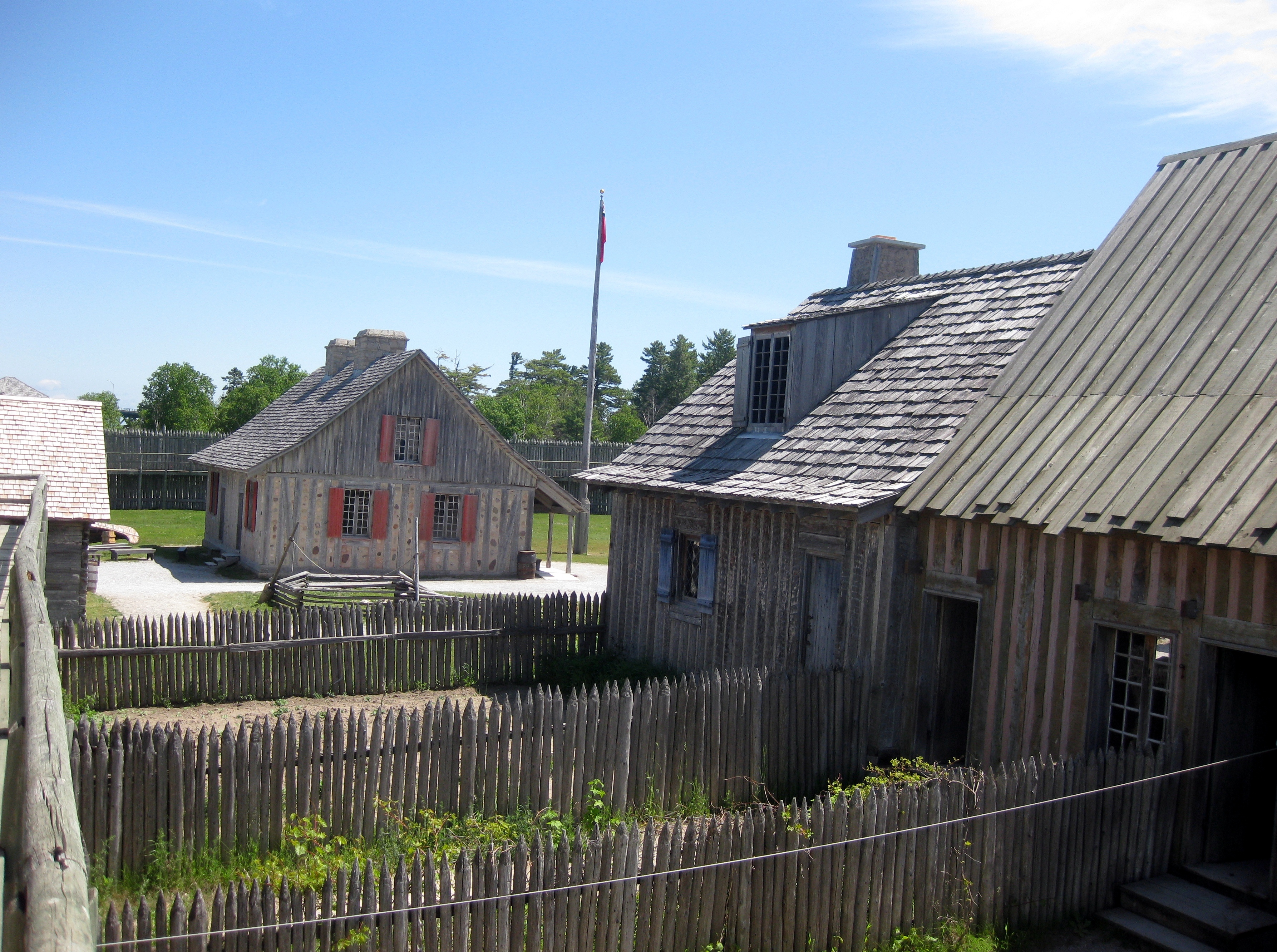
Воссозданные здания внутри форта

Французы впервые обосновались в проливе Макино в 1671 году, когда Жак Маркетт основал иезуитскую миссию Сент-Игнас на территории верхнего полуострова Мичигана. В 1683 году рядом с миссией был построен форт де Буаде. В 1701 году Антуан Ломе де Ламот де Кадильяк перевёл французский гарнизон в форт Детруа и закрыл миссию.
Но к 1713 году французы решили восстановить свое присутствие вдоль пролива и построили деревянный форт Мишилимакино на северной оконечности нижнего полуострова. Для выполнения этой работы в 1715 году власти Новой Франции послали Констана ле Маршана де Линьери с отрядом солдат и рабочих. На протяжении десятилетий французы внесли несколько изменений и расширений в стенах частокола. В 1730 году комендантом форта был назначен Жак Тестар де Монтиньи, лейтенант и кавалер ордена Святого Людовика. Он возглавлял форт в течение трёх лет, до этого, под его руководством находился другой форт на Великих озёрах — Ла-Байе-де-Пуан. Многие из его родственников поселились и осели в Мичигане. Основным назначением форта была часть франко-канадской системы торговых постов, которая простиралась от Атлантического побережья и реки Святого Лаврентия до Великих озёр и, далее на юг, до реки Миссисипи через Верхние Земли. Форт служил складом снабжения для торговцев компаний и лесных бродяг в западной части района Великих озёр.
После окончания Семилетней войны французы уступили форт Британской империи. Британцы продолжали использовать его как крупный торговый пост, но при этом, большинство жителей форта составляли французы и франко-индейские метисы, которые говорили преимущественно по-французски и были католиками. Среди других гражданских жителей присутствовали британские торговцы пушниной.
Оттава и оджибве в регионе Мишилимакино вскоре стали недовольны политикой британских властей, в частности их отменой ежегодной раздачи подарков индейцам. 2 июня 1763 года, в рамках более масштабного конфликта, известного как Восстание Понтиака, группа оджибве устроила игру в баагадоу (предшественник современного лякросса) за пределами форта, чтобы хитростью проникнуть внутрь. Войдя в форт, они убили большую часть британских жителей. Индейцы удерживали форт в течение года, прежде чем британцы восстановили контроль над ним.
Позднее колониальные власти решили, что деревянный форт на материке слишком уязвим, и в 1781 году построили известняковый форт на соседнем острове Макино. Затем они перенесли связанные с ним здания на остров, демонтировав их и перенося по воде летом и по льду зимой на остров, в течение следующих двух лет. Церковь Святой Анны также была перенесена. Патрик Синклер, вице-губернатор Мишилимакино, приказал сжечь остатки первоначального форта после его переноса.
В 1960 году территория форта была объявлена Национальным историческим памятником США, а в 1966 году она была включена в Национальный реестр исторических мест США. 